# Yanping

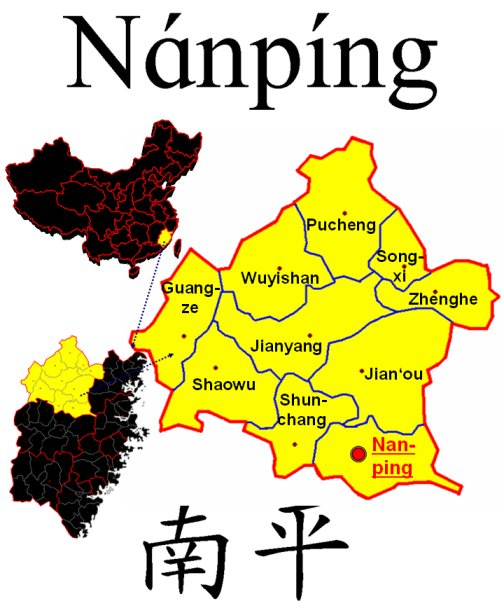
Kreisebene der bezirksfreien Stadt Nanping mit Sitz der Stadtregierung in Yanping

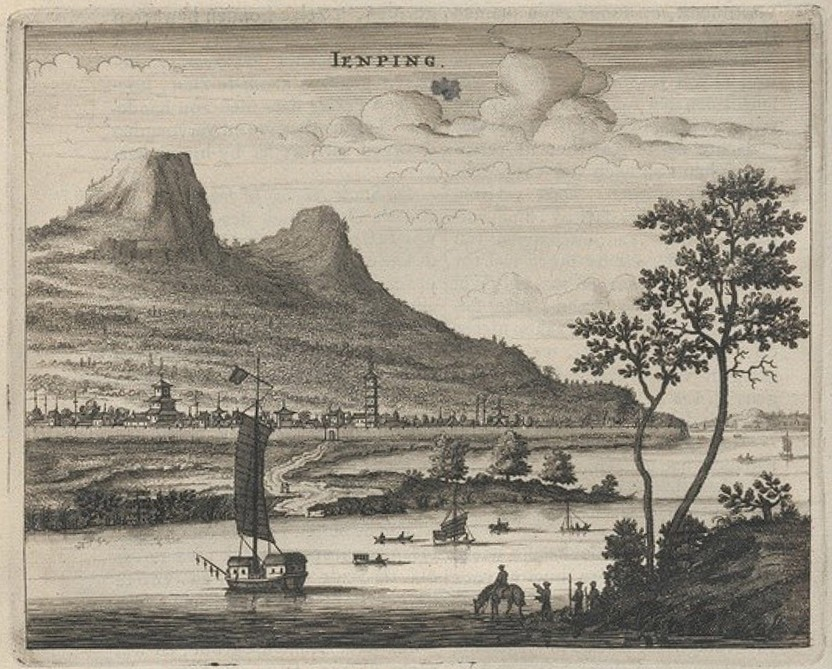
Yanping im 17. Jahrhundert, von Olfert Dapper: Gedenkwaerdig bedryf

Yanping (chinesisch 延平区, Pinyin Yánpíng Qū) ist ein Stadtbezirk der bezirksfreien Stadt Nanping in der chinesischen Provinz Fujian. Yanping bildet das Zentrum von Nanping und ist Sitz der Stadtregierung.
Yanping hat eine Fläche von 2.653 km² und 454.605 Einwohner (Stand: 2020). Yanping hat ein Bruttoinlandsprodukt von 6,8 Milliarden Renminbi. Das BIP pro Kopf betrug 13.663 Renminbi und liegt über dem Durchschnitt der Provinz Fujian.

## Administrative Gliederung
Auf Gemeindeebene setzt sich Yanping aus sechs Straßenvierteln, 13 Großgemeinden und zwei Gemeinden zusammen. Diese sind:
- Straßenviertel Meishan (梅山街道);
- Straßenviertel Huangdun (黄墩街道);
- Straßenviertel Ziyun (紫云街道);
- Straßenviertel Sihe (四鹤街道);
- Straßenviertel Shuinan (水南街道);
- Straßenviertel Shuidong (水东街道);
- Großgemeinde Laizhou (来舟镇);
- Großgemeinde Zhanghu (樟湖镇);
- Großgemeinde Xiadao (夏道镇);
- Großgemeinde Xiqin (西芹镇);
- Großgemeinde Xiayang (峡阳镇);
- Großgemeinde Daheng (大横镇);
- Großgemeinde Wangtai (王台镇);
- Großgemeinde Taiping (太平镇);
- Großgemeinde Nanshan (南山镇);
- Großgemeinde Taqian (塔前镇);
- Großgemeinde Mangdang (茫荡镇);
- Großgemeinde Yanghou (洋后镇);
- Großgemeinde Luxia (炉下镇);
- Gemeinde Jukou (巨口乡);
- Gemeinde Chimen (赤门乡).